# Clare Winger Harris
Clare Winger Harris (18 de enero de 1891–26 de octubre de 1968) fue una escritora estadounidense y una de las primeras mujeres en escribir sobre ciencia ficción, sus cuentos fueron publicados durante la década de 1920. Se le considera la primera mujer en publicar historias bajo su propio nombre en revistas de ciencia ficción. Sus historias a menudo tratan sobre personajes en las «fronteras de la humanidad» como cyborgs.
Harris comenzó a publicar en 1926 y muy pronto consiguió el aprecio de los lectores. Vendió un total de once cuentos, que fueron compilados en la obra Away From the Here and Now en 1947. Su género resultó una sorpresa para Hugo Gernsback, el primer editor que compró su trabajo, ya que era la primera mujer que publicaba cuentos de ciencia ficción bajo su propio nombre. Sus historias, que a menudo cuentan con fuertes personajes femeninos, han sido reimpresas de vez en cuando y han recibido una respuesta crítica positiva, incluyendo un reconocimiento de su papel pionero como escritora en un campo dominado por los hombres.